# Ganaryis Mujuri
Ganaryis Mujuri (en georgiano: განარჯიის მუხური; en megreliano: განარჯიაშ მუხური) es un pueblo de Georgia ubicada en el oeste de la región de Mingrelia-Alta Esvanetia, parte del municipio de Zugdidi.

## Toponimia
Ganaryis Mujuri también se conoce como Ganmujuri (en georgiano: განმუხური).

## Geografía
El área de Ganaryis Mujuri está ubicada junto al mar Negro y en la margen derecha del río Inguri, justo en la frontera como Abjasia y a 25 km de Zugdidi. Ganmujuri es una de las pocas aldeas bajo control georgiano a lo largo de la orilla derecha del Inguri. 

### Clima
El clima es mediterráneo subtropical. La temperatura media es de 15,6 °C, la temperatura de enero es de 8,5 °C y la de julio de 28 °C. La cantidad promedio de precipitación es de 1300 mm.

## Historia
El 26 de mayo de 2007, día de la independencia de Georgia, el presidente Mijeíl Saakashvili inauguró un "Campamento de la Juventud Patriótica" en Ganmujuri. Este campamento de verano estaba dirigido a jóvenes de entre 15 y 20 años para aprovechar actividades culturales y deportivas, y formaba parte de un programa a nivel nacional. Dirigiéndose a los presentes, Saakashvili afirmó que "georgianos, armenios, azeríes, judíos, griegos y osetios de Tsjinvali residirán todos juntos en este campamento. Ciertamente invitaremos a jóvenes abjasios de Ochamchire, Gagra y Gudauta".
El secretario general de las Naciones Unidas, Ban Ki-moon, pidió a las autoridades georgianas en un informe al Consejo de Seguridad de la ONU que retiraran el campamento. El campamento fue atacado el mismo año por fuerzas de paz rusas, que también tomaron como rehenes a policías georgianos. Fue uno de los incidentes que llevaron a un aumento de las tensiones entre Georgia y Rusia en el período previo a la guerra ruso-georgiana en el verano de 2008, y también llevó a Georgia a intensificar sus esfuerzos para internacionalizar el mantenimiento de la paz.
El 11 de agosto de 2008, durante la guerra ruso-georgiana, la fuerza aérea rusa bombardeó el pueblo y la cercana Anaklia. Del 12 de agosto al 9 de septiembre de 2008, la aldea fue ocupada por las milicias abjasias, mientras que a los monitores de la ONU se les negó la entrada. El 18 de agosto de 2008, el campamento fue incendiado y destruido por las milicias abjasias, que ocuparon la aldea durante 4 semanas después del final oficial de la guerra de 2008.
Una de las consecuencias de la guerra de 2008 es el endurecimiento de la frontera actual, proceso denominado fronterificación, con la construcción de barreras físicas como vallas, alambre de púas o zanjas para formalizar una "frontera estatal", que es aplicada por los guardias fronterizos rusos del FSB. La población de las aldeas georgianas cercanas a la frontera es vulnerable a la violencia o al arresto debido al endurecimiento de la frontera, y complica el acceso de la comunidad georgiana en el distrito abjasio de Gali a las instalaciones georgianas.

## Demografía
La evolución demográfica de Ganaryis Mujuri entre 1922 y 2014 fue la siguiente:
| 844                                             | 2691 | 1354 |
| (Fuente: Population of Georgia in Soviet times) |      |      |

Según el censo de 2014, el 100% de la población son georgianos (mingrelianos).

## Economía
En términos de desarrollo del área, la costa del Mar Negro de Ganmujuri se ha incluido en el desarrollo de Anaklia con hoteles e instalaciones turísticas.

## Infraestructura

### Arquitectura, monumentos y lugares de interés
La atracción principal es la fortaleza en ruinas de principios del siglo XVIII. También se erigió un monumento en Anaklia el 21 de mayo de 2012 que conmemora la expulsión de Circasia del pueblo circasiano de la región tras la conclusión de la guerra del Cáucaso en la década de 1860. El monumento fue diseñado por Jusen Kochesokov, un escultor de la región del norte del Cáucaso de Kabardia-Balkaria.

### Transporte
Ganmujuri está conectado con Zugdidi y el resto del país a través de la ruta nacional Sh90. Hay un puente peatonal de 500 metros de largo, el más largo de Europa, que comunica Anaklia con Ganmujuri.

## Cultura

### Festividades
Entre 2015 y 2019, el festival de danza GEM Fest se llevó a cabo en el territorio de Ganmujuri, en la playa del mar Negro. El festival se llevó a cabo nominalmente en Anaklia, pero el sitio del festival estaba en parte en el lado norte del estuario del río Inguri.

## Galería

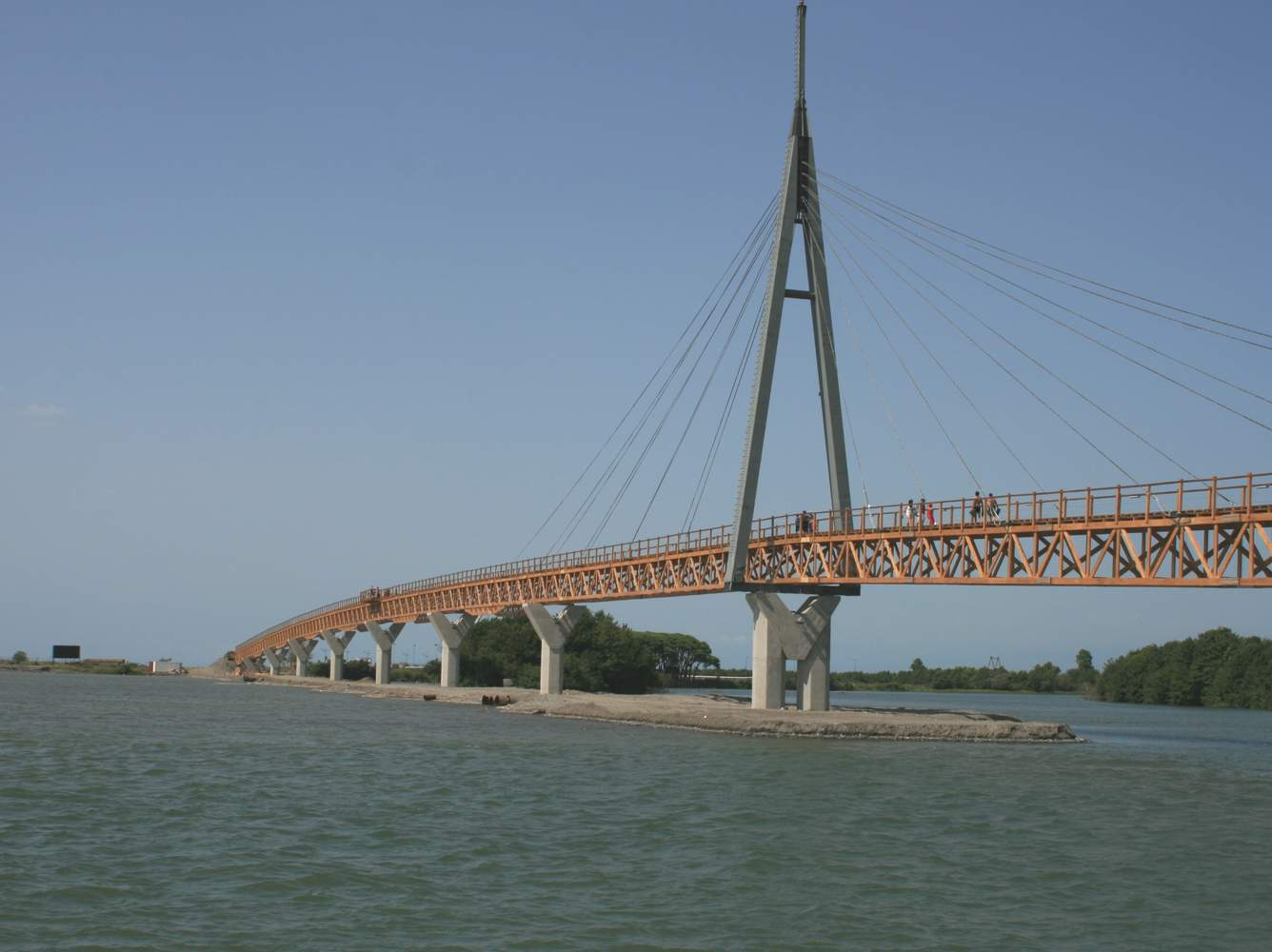
Puente peatonal
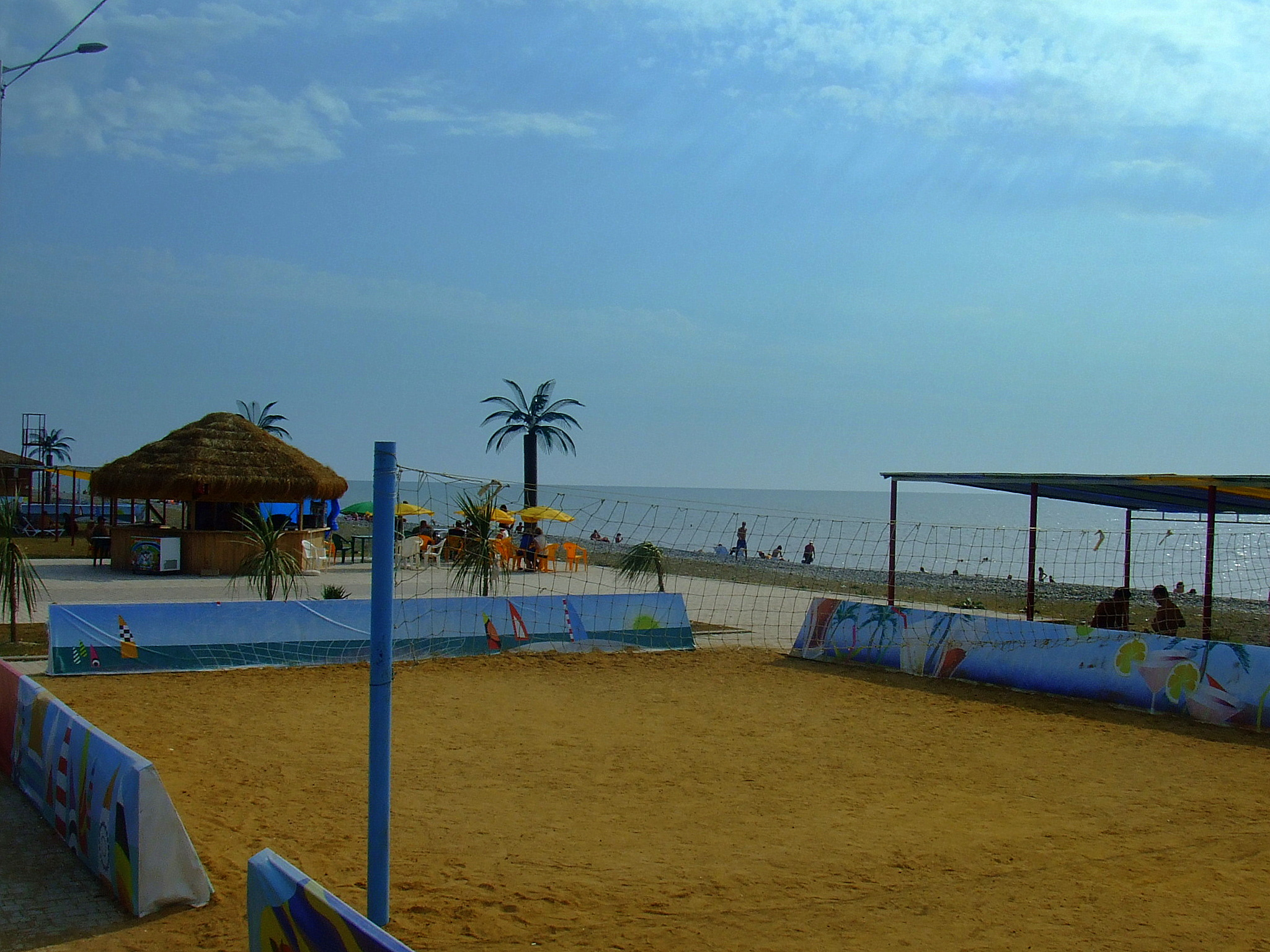
Playa de Ganaryiis Mujuri